# Henrik Nikolai Krøyer
Henrik Nikolai Krøyer est un zoologiste danois, né le 22 mars 1799 à Copenhague et mort le 14 novembre 1870.

## Biographie
Son père est bibliothécaire. Krøyer commence à étudier l’histoire et les classiques, orientation qui aura une grande influence sur sa carrière. Le père de Krøyer est envoyé dans les Caraïbes en 1813 où il meurt quatre ans plus tard.
Krøyer entame des études de médecine tout en conservant un grand intérêt pour l’histoire et la philologie. Idéaliste, il rejoint en 1821 un groupe de jeunes hommes décidés à se battre aux côtés des Grecs contre les Turcs. Après un voyage périlleux et une détention de plusieurs mois à Marseille, il découvre que la Grèce de son temps ne correspond en rien à son idéal de la Grèce antique. Krøyer et d’autres membres de son groupe décident alors de repartir. Il atteint difficilement Rome et de là l’Allemagne. Il y séjourne un an et fréquente les universités de Heidelberg et de Göttingen. C’est là qu’il commence à s’intéresser à l’histoire naturelle. Il regagne finalement le Danemark à pied en 1823.
Il gagne péniblement sa vie comme professeur. De 1827 à 1830, il enseigne dans une école de latin de Stavanger en Norvège. Krøyer commence à étudier la faune et la flore de la région. Si la Flora Danica de Martin Hendriksen Vahl (1749-1805) lui permet de reconnaître la plupart des plantes, l’identification des animaux lui pose plus de problème. Il entretient une petite ménagerie, surtout pour les oiseaux, et un aquarium. Il tombe sérieusement malade et n’ayant aucune confiance dans le médecin qui le soigne, Krøyer décide de repartir à Copenhague.
Krøyer, après avoir passé six mois entre la vie et la mort, recouvre la santé et commence à étudier l’histoire naturelle. Il trouve un poste d’enseignant dans deux écoles en 1833, année où il se marie avec Cecilie Gjesdal.
Il commence à s’intéresser aux pêcheries danoises et conçoit le projet d’un ouvrage décrivant toutes les espèces de poissons de la région et les manières de les pêcher. Il reçoit, en 1834 et 1835, deux bourses du ministre de l’Agriculture Jonas Collin (1776-1861). Il cabote alors le long des côtes du Jutland.
Krøyer, souhaitant promouvoir l’histoire naturelle dans son pays, fonde une revue intitulée Naturhistorisk Tidsskrift. Ce journal devient rapidement très réputé et certains de ses articles sont traduits en allemand ou en français. Il sera dirigé, après la mort de Krøyer, par Jørgen Matthias Christian Schiødte (1815-1884) qui poursuivra l'œuvre jusqu’en 1884.
Krøyer est convié par le gouvernement français à participer à une expédition dans l’archipel du Spitzberg en 1838 à bord de la corvette La Recherche. Krøyer est déçu par l’organisation de l’expédition et par son leader Joseph Paul Gaimard (1796-1858). En 1840, il participe à une mission scientifique à bord de la frégate danoise Bellona en Amérique du Sud.
À partir de 1842, Krøyer est bénévole au muséum royal d’histoire naturelle. La mort de son directeur, Johan Christopher Hagemann Reinhardt (1776-1845), est cause de déception car on lui préfère le jeune Japetus Steenstrup (1813-1897).
En 1853, il fait un long voyage sur les côtés d’Europe et d’Amérique du Nord et récolte de nombreuses nouvelles espèces. Sa santé, commençant à décliner vers 1867, l’empêche de se rendre au muséum. Vers 1869, son état mental se dégradant, il doit démissionner.
Il reçoit un titre de docteur honoraire de l’université de Rostock en Allemagne. Krøyer est l’auteur d’une œuvre importante sur les poissons du Danemark. Il commence à décrire dans Danmarks Fiske (1838) les espèces récoltées en 1834. L'ouvrage s'achève en 1853, avec la parution d'un troisième volume. Il fait également paraître de nombreuses publications sur les crustacés et les copépodes, et s’intéresse à leur systématique.

## Liste partielle des publications
- 1838 : Danmarks Fiske
- De danske Österbanker
- 1838 : Grundtræk af Zoologien
- Erindringer af Henrik Krøyers liv 1821-1838
- 1845 : Ichthyologiske Bidrag. Naturhist. Tidsskr. Kjøbenhavn (n. s.) v. 1 : 213–282.